# Carlisle (Arkansas)
Pour les articles homonymes, voir Carlisle (homonymie).
La ville de Carlisle est située dans le comté de Lonoke, dans l’État de l'Arkansas, aux États-Unis. Lors du recensement de 2010, sa population était de 2 214 habitants.

## Démographie
| 1880 | 1890 | 1900 | 1910 | 1920 | 1930 | 1940  | 1950  |
| ---- | ---- | ---- | ---- | ---- | ---- | ----- | ----- |
| 159  | 185  | 212  | 516  | 602  | 907  | 1 080 | 1 396 |

| 1960  | 1970  | 1980  | 1990  | 2000  | 2010  | - | - |
| ----- | ----- | ----- | ----- | ----- | ----- | - | - |
| 1 514 | 2 048 | 2 567 | 2 253 | 2 304 | 2 214 | - | - |

## Source
- (en) Cet article est partiellement ou en totalité issu de l’article de Wikipédia en anglais intitulé « Carlisle, Arkansas » (voir la liste des auteurs).